# Okola
Okola es una comuna camerunesa perteneciente al departamento de Lekié de la región del Centro.
En 2005 tiene 41 081 habitantes, de los que 3725 viven en la capital comunal homónima.
Se ubica unos 20 km al noroeste de la capital nacional Yaundé.

## Localidades
Comprende la ciudad de Okola y las siguientes localidades:
- Ayos
- Bilono I
- Bilono II
- Bissogo
- Bitsingda
- Ebanga
- Ebod
- Ebougsi
- Ekabita
- Ekekam I
- Ekekam II
- Ekong
- Elig Ndoum
- Elig Onana
- Elig Yen
- Etoud
- Eviane
- Fegminbang
- Kolpoblo
- Konabeng
- Lebot
- Leboudi
- Lendom I
- Lendom II
- Lengon
- Louma
- Mbelekié
- Mekak
- Metak
- Minsoa
- Mintotomo
- Mva'a
- Mvoua
- Ndangueng
- Ngobassi
- Ngong
- Ngoya
- Nkodassa
- Nkolakié
- Nkol Ando'o
- Nkolangoung
- Nkolbega
- Nkoldjobe
- Nkolekotsing
- Nkolessong
- Nkolessong
- Nkolfeb
- Nkolfem
- Nkolmedoua
- Nkolnyada
- Nkolondom
- Nkolotomo
- Nkoltsiba
- Nkolvanize
- Nkolzibi
- Nkong
- Nkonzok
- Nouma
- Ntsama
- Ntuissong
- Nyemeyong
- Obak
- Oban II
- Okoukouda
- Oyama
- Voa I
- Voa II
- Yegassi